# Zok
Zok, prvi samostalni album Zorana Cvetkovića - Zoka. Snimio ga je 1982. godine. Prvi je objavljeni materijal jednog novovalca u Hrvatskoj i na prostorima bivše Jugoslavije. Studijski LP album izašao je na gramofonskoj ploči i kazeti.

## Crediti
Na albumu su surađivali naslovni autor Zoran Cvetković, koji je pridonio vokalom, sviranjem gitare, Moogova sintesajzera i pisanjem teksta. Sven Buić svirao je kontrabas i bas-gitaru, Tom Martin bubnjeve i udaraljke, Milan Kovačić klavir, Mate Carić saksofon. Album je producirao Željko Brodarić Jappa, a snimao ga je prosinca 1981. godine Ivica Čović Pipo u splitskom studiju Tetrapak. Krešimir Bobovec napravio je fotografiju, a Mirko Ilić je dizajnirao omot, oprema Ilićev Studio SLS.

## Skladbe
Skladbe s albuma:
Strana 1
1. Tao (3:40) Glazba, stihovi, aranžman: Zoran Cvetković
2. Zanima me (4:60) Glazba, stihovi, aranžman: Zoran Cvetković
3. 13 (2:30) Glazba, stihovi, aranžman: Zoran Cvetković
4. Izolacija (3:28) Glazba, stihovi, aranžman: Zoran Cvetković
5. Zaboravi (2:57) Glazba, stihovi, aranžman: Zoran Cvetković

Strana 2
1. Na klupi (3:05) Glazba, stihovi, aranžman: Zoran Cvetković
2. Ukradi glasine bezimenoj gomili (4:35) Glazba Zoran Cvetković/R. Milošev, stihovi, aranžman: Zoran Cvetković
3. 2 u 8 (2:16) Glazba Zoran Cvetković/S. Buić/T. Martin, stihovi, aranžman: Zoran Cvetković
4. Obojeno mjesto (3:05) Glazba Zoran Cvetković/S. Buić, stihovi, aranžman: Zoran Cvetković
5. Yang Yin (3:25) Glazba, stihovi, aranžman: Zoran Cvetković